# 岩本紗依
岩本 紗依（いわもと さより、7月4日 - ）は、日本の女性声優、ナレーター。東京都出身。スチール・ウッド・ガーデン準所属。血液型はO型。

## 来歴
青山学院大学法学部卒業。日本ナレーション演技研究所修了。
2005年、別冊マーガレットの声優オーディションに合格し、ドラマCD『高校デビュー』の女生徒役で声優デビュー。声優として本格的に活動する以前はサザビーリーグ販売部勤務の雑貨店社員だった。また、映画字幕のクオリティチェックに携わっていた時期がある。

## 出演

### Webアニメ
- やさCせかい（2018年、神谷さん）

### ゲーム
- 軍神召喚†アークナイツ（カグツチ）

### ドラマCD
- 白銀のデザイア（アキラの母）
- 高校デビュー（女生徒）
- 1ちゃんす！第3世代ミニ四ガールズ（恩田奏）
- second beat（深山緑紗）

### ラジオドラマ
- ラジオ日本「君と青空グルメ」（塚本菜奈）
- FM REDS WAVE「受け取ってもらえない手紙」（サミア）

### ボイスドラマ
- NaGoMi（美咲都）
- 鬼っ子ハンターついなちゃん（ふくふく、真田ちゆり、鹿名時雨）
- リュミエールの聖女 外伝vol.1（ラヴィ）
- りりこい（天宮寺マリア）
- 春にとける（陽野夏織）
- シロネコテイル（櫻井彩音）
- シロネコテイル・リライト（櫻井彩音）
- 双校の剣、戦禍の盾、神託の命。EP04（ベルア）
- となりにはキミがいる（愛菜）
- ロガの椅子 V 外伝 S（ナンナ）

### 吹き替え

#### 映画
- パーソナル・ソング（ボイスオーバー）

#### ドラマ
- UnREAL

#### アニメ
- KUBO/クボ 二本の弦の秘密（サリアツ、ボイスオーバー）

#### その他
- Eラーニング「DMA公認 ファンダメンタルマーケター」

### ナレーション

#### CM
- アプリ「モンスタードライブレボリューション」
- マルエイグループ「新台入替」
- 「クリ博ナビ」「イマジカデジタルスケープ」
- 芳文社コミック「それでも僕らはヤってない」「の、ような。」
- JAグループ「みんなのよい食プロジェクト」
- 富士見ファンタジア文庫「忘却のカナタ」

#### PV
- GEO「オススメゲームソフト」
- ミクシィ「きみだけLIVEの使い方」
- アサヒグループホールディングス「りんごポリフェノール」
- コダマガラス「ガラスの引き手加工について」
- コダマガラス「すべり止めゴムの効果について」
- 都城ドライビングスクール「バイト募集」
- アデランス祭 勝手CM篇「オレがヘアチェックをする理由」
- アプリ紹介「妄想アフレコメーカー ～ヒロインはあなた！～」
- アントレスクエア「Vitamix（バイタミックス）8つの機能」
- スタジオランチボックス「動画制作のながれ。僕たちが教えます！」

#### その他
- Webドラマ「Dr.ケーコの微妙な発明品」#1

### オーディオブック
- kikubon
  - 赤い絵本
  - 蜘蛛の糸
  - きのこ会議
  - 懐中時計
  - 森の神
  - 秋田街道
  - ある夏の日のこと
  - 愛

### Webラジオ
- やさCせかい メインパーソナリティー
- 1ちゃんす！すーぱーあゆみんミニ四ラジオ メインパーソナリティー
- そこ⭐︎あに ライトノベル取材班
- これいーな コラム朗読

### 映像
- MAMADAYS×郵便局「ママの味方 置き配って何？」
- bouncy「シネマチュプキタバタ」
- bouncy×SONY「月刊 大人のソニー」2019.12月号
- bouncy×SONY「月刊 大人のソニー」2020.2月号
- NHK BSプレミアム「古代エジプト 愛と野望の女王たち」

### 舞台
- 主催ライブ「黄昏アラカルト」不定期開催
- 舞台・桜輪ゲリラ第一回公演「北風の太陽」月組 井川成美
- 朗読ライブ one time of jewel Vol.39 「亜空間転生」大淵葉純
- 朗読ライブ 声箱Vol.1「キャンドルの灯」

### その他コンテンツ
- キッズ向けau携帯「マモリーノ5」内蔵ボイス
- 子育てヒーロー「ハギュットマン」
- モーニングコールアプリ「OKOS」
- 東方M-1ぐらんぷり（クラウンピース）
- 映画「ブルーハーツが聴こえる」人にやさしく 音声ガイド
- 映画「いのちのはじまり」音声ガイド　※音声ガイド原稿の制作も担当
- アニメ「犬と妖精の話」音声ガイド　※音声ガイド原稿の制作も担当
- アニメ「もぐらくんとどうぶつえん」音声ガイド
- 街歩きガイドアプリ「Pokke」音声ガイド

## ディスコグラフィ
- ポップスユニット「Watch Your Step」CD
- キャラクターソングCD「Imagesongs of RABIRIA ～UnHalloween Tea Party～」
- en;Dolphin records（中路もとめ）「Parallel Pancakes ～PANDRA CUTIE～」
- Castle North Records「Sonic Splash!」(track8)
- パチンコ「スーパーキスケPAO」テーマソング（店内BGM）